# 서부두더지쥐
서부두더지쥐 또는 큰두더지쥐(Spalax microphthalmus)는 소경쥐과에 속하는 설치류의 일종이다. 러시아와 우크라이나에서 발견된다.